# مطار فرانكفورت
مطار فرانكفورت الدولي يعتبر مطار فرانكفورت ثاني أكبر مطار في أوروبا الذي يشهد مرور أكثر من 55 مليون مسافر وحوالي 480,000 صعود وهبوط طائرة في السنة، محوراً هاماً للمواصلات الدولية. يمكن للمسافرين أن يختاروا ما بين 134 شركة طيران ليسافروا من فرانكفورت إلى حوالي 300 وجهة في العالم.
ونظراً لارتفاع عدد المسافرين فإن المواصلات التي تربط مطار فرانكفورت هامة للغاية. قرب المطار من الفرانكفورتر كرويتس، وهو أكثر تقاطعات الطريق السريع حيوية في أوروبا، يجعله سهل الوصول بالنسبة للسيارات. بالإضافة إلى ذلك، فإن المطار به محطة القطار السريع «إنتر سيتي إكسبريس» ومحطة قطار إقليمي في مبنى الركاب رقم 1. ويقوم حوالي 170 قطار سريع يومياً بنقل الركاب إلى المطار. محطة القطار الإقليمي مخصصة للقطارات الإقليمية والمحلية الخاصة بهيئة نقل راين-ماين، وتقدم هناك خدمة المعلومات للركاب من خلال مركز معلومات الانتقال.
كذلك هناك محطة حافلات أمام قاعات الوصول بمبنى الركاب رقم ا. وتقوم حافلة المطار الخاصة بشركة لوفتهانزا بنقل الركاب أكثر من مرة في اليوم من وإلى مانهايم وهايدلبرغ وآوغسبورغ وماربورغ/جيسن وشتراسبورج.

## شركات الطيران والوجهات

### الركاب
غالبية رحلات مطار فرانكفورت هي رحلات للوفتهانزا وشركاؤها في تحالف ستار.  تقدم شركات الطيران التالية رحلات مجدولة وموسمية ورحلات طيران عارضة على مدار العام في مطار فرانكفورت:
| شركـات طيـران                     | الوجهات |
| --------------------------------- | --- |
| طيران إيجيان                      | مطار أثينا الدولي، Thessaloniki موسمي: Heraklion |
| أير لينغس                         | مطار دبلن الدولي |
| الخطوط الجوية الجزائرية           | مطار هواري بومدين الدولي موسمي: مطار وهران - أحمد بن بلة |
| طيران أستانا                      | مطار آستانا الدولي، Oral |
| إير كايرو                         | مطار الغردقة الدولي، مطار مرسى علم الدولي، مطار شرم الشيخ الدولي |
| طيران كندا                        | مطار كالغاري الدولي، مطار مونتريال الدولي، مطار تورونتو بيرسون الدولي موسمي: مطار فانكوفر الدولي |
| طيران الصين                       | مطار بكين العاصمة الدولي، مطار تشانغتشون الدولي، مطار جينغديو الجديد، مطار شانغهاي بودنغ الدولي، مطار شينزين باوان الدولي |
| Air Dolomiti                      | Florence، مطار اينسبوروك، Kalmar، مطار لينتس، مطار ليناتي، مطار مالبينسا، مطار تورينو، Verona |
| طيران أوروبا                      | مطار مدريد باراخاس الدولي |
| الخطوط الجوية الفرنسية            | مطار باريس شارل ديغول |
| طيران الهند                       | مطار انديرا غاندي الدولي |
| طيران مالطا                       | مطار مالطا الدولي |
| Air Premia                        | مطار إنتشون الدولي (تبدأ في 27 يونيو 2023) |
| طيران صربيا                       | مطار نيكولا تسلا في بلغراد |
| طيران البلطيق                     | مطار ريغا الدولي |
| خطوط كل اليابان الجوية            | مطار طوكيو هانيدا الدولي |
| الخطوط الجوية الأمريكية           | مطار شارلوت دوغلاس الدولي، مطار دالاس فورت ورث الدولي |
| الأناضول جت                       | مطار إيسنبوغا الدولي، مطار صبيحة كوكجن الدولي موسمي: مطار أنطاليا |
| خطوط آسيانا الجوية                | مطار إنتشون الدولي |
| الخطوط الجوية النمساوية           | مطار فيينا الدولي |
| Azores Airlines                   | Ponta Delgada |
| بامبو إيرويز                      | مطار نوي باي الدولي، مطار تان سون نهات الدولي |
| الخطوط الجوية البريطانية          | مطار لندن سيتي، مطار لندن هيثرو |
| خطوط بروكسل الجوية                | مطار بروكسل الدولي |
| طيران بلغاريا                     | مطار صوفيا |
| كاثي باسيفيك                      | مطار هونغ كونغ الدولي |
| الخطوط الجوية الصينية             | مطار تايوان تاويوان الدولي |
| خطوط شرق الصين الجوية             | مطار هانغتشو شياوشان الدولي، مطار شانغهاي بودنغ الدولي |
| خطوط جنوب الصين الجوية            | مطار قوانغتشو باييون الدولي |
| كوندور للطيران                    | Cancún، Fuerteventura، مطار كريستيانو رونالدو، مطار سفنكس الدولي، مطار غران كناريا، مطار خوسيه مارتي الدولي، مطار هانغتشو شياوشان الدولي، Holguín، مطار الغردقة الدولي، مطار لانزاروت، مطار لوس أنجلوس الدولي، مطار سير سيووساغور رامغولام الدولي، مطار سانجستر الدولي، مطار جون إف كينيدي الدولي، Puerto Plata ‏، Punta Cana ‏، مطار لاس أمريكا الدولي، مطار سياتل تاكوما الدولي، مطار تبليسي الدولي، مطار تينيريفي الجنوبي، مطار تورونتو بيرسون الدولي، Varadero، مطار يريفان الدولي موسمي: مطار أكادير المسيرة الدولي (تستأنف 1 نوفمبر 2023)، مطار أليكانتي، مطار تيد ستيفنز أنكوراج الدولي، مطار أنطاليا، مطار بالتيمور واشنطن الدولي، باربادوس، مطار لوجان الدولي، مطار كيب تاون، مطار خانية الدولي ‏، Corfu، Edmonton، Fairbanks، مطار فارو، غرينادا، مطار هاليفاكس الدولي، Heraklion، مطار إيبيزا، مطار خيريز، مطار أوليفر ريجنالد تامبو، Kalamata، Kavala، Kefalonia، Kos، مطار لا بالما، Lamezia Terme ‏، مطار لارنكا الدولي، مطار هاري ريد الدولي، مطار سيشل الدولي، مطار مالقة الدولي، مطار فيلانا الدولي، مطار منيابولس-سنت بول الدولي، مطار موي الدولي، مطار نيس كوت دازور، Olbia، مطار ميورقة، مطار فينيكس سكاي هاربر الدولي، مطار بورتلاند الدولي، Preveza/Lefkada، مطار رييكا، Samos، مطار سان فرانسيسكو الدولي، مطار سبليت، توباغو، مطار فانكوفر الدولي، Whitehorse، مطار زاكينثوس الدولي ‏، مطار عبيد أماني كرومي الدولي موسمي عارض: مطار أبو ظبي الدولي |
| Corendon Airlines                 | موسمي: مطار أنطاليا، مطار عدنان مندريس |
| الخطوط الجوية الكرواتية           | مطار دوبروفنيك، مطار سبليت، مطار زغرب موسمي: Pula، مطار زادار |
| خطوط دلتا الجوية                  | مطار هارتسفيلد جاكسون، مطار ديترويت، مطار جون إف كينيدي الدولي |
| مصر للطيران                       | مطار القاهرة الدولي |
| إل عال                            | مطار بن غوريون الدولي |
| طيران الإمارات                    | مطار دبي الدولي |
| الخطوط الجوية الإثيوبية           | مطار أديس أبابا بولي الدولي |
| الاتحاد للطيران                   | مطار أبو ظبي الدولي |
| European Air Charter ‏             | موسمي عارض: Burgas، Varna |
| يورو وينجز                        | مطار بريشتينا الدولي |
| Eurowings Discover                | Fort Myers ‏، Fuerteventura، مطار كريستيانو رونالدو، مطار غران كناريا، مطار الغردقة الدولي، مطار لانزاروت، مطار مراكش المنارة الدولي، مطار مرسى علم الدولي، مطار أورلاندو الدولي، مطار فيلادلفيا الدولي، مطار تامبا الدولي، مطار تينيريفي الجنوبي، مطار ويندهوك الدولي موسمي: مطار أكادير المسيرة الدولي، مطار تيد ستيفنز أنكوراج الدولي، مطار أنطاليا، باربادوس، مطار برشلونة الدولي، مطار باري كارل فويتيالا ‏، مطار ميلاس بودروم، مطار كالغاري الدولي، Cancún، مطار خانية الدولي ‏، Corfu، مطار جربة جرجيس الدولي، مطار دوبروفنيك، مطار هاليفاكس الدولي، Heraklion، مطار إيبيزا، مطار خيريز، Kavala، Kos، Lamezia Terme ‏، مطار هاري ريد الدولي، مطار سير سيووساغور رامغولام الدولي، Menorca، مطار موي الدولي، مطار الحبيب بورقيبة الدولي، مطار مونبلييه ميديتيراني (تبدأ في 23 يونيو 2023)، مطار ميكونوس، مطار ميورقة، Porto Santo ‏، Preveza/Lefkada (تبدأ في 20 يونيو 2023)، Punta Cana ‏، Rhodes، مطار سانتوريني (ثيرا) الوطني، مطار سولت ليك سيتي الدولي، مطار سكياثوس الدولي، Varna، مطار شلالات فيكتوريا، مطار عبيد أماني كرومي الدولي، مطار زاكينثوس الدولي ‏ موسمي عارض: La Romana ‏ |
| فين إير                           | مطار هلسنكي فانتا |
| فلاي أربيل                        | مطار أربيل الدولي |
| طيران الخليج                      | مطار البحرين الدولي |
| HiSky                             | مطار كيشيناو الدولي |
| أيبيريا (شركة طيران)              | مطار مدريد باراخاس الدولي |
| طيران آيسلندا                     | مطار كيفلافيك الدولي |
| الخطوط الجوية الإيرانية           | مطار الإمام الخميني الدولي |
| الخطوط الجوية العراقية            | مطار بغداد الدولي، مطار أربيل الدولي، مطار السليمانية الدولي |
| إيتا (شركة طيران)                 | مطار ليناتي، مطار ليوناردو دا فينشي (معلقة) |
| الخطوط الجوية اليابانية           | مطار ناريتا الدولي |
| الخطوط الجوية الملكية الهولندية   | مطار سخيبول أمستردام |
| كوريا للطيران                     | مطار إنتشون الدولي |
| الخطوط الجوية الكويتية            | مطار الكويت الدولي |
| لاتام البرازيل                    | مطار غواروليوس الدولي |
| خطوط لوت الجوية البولندية         | مطار وارسو فريدريك شوبان |
| لوفتهانزا                         | مطار نامدي أزيكيوي الدولي، مطار أديس أبابا بولي الدولي، مطار أكادير المسيرة الدولي، مطار هواري بومدين الدولي، مطار أليكانتي، مطار ألماتي الدولي، مطار الملكة علياء الدولي، مطار سخيبول أمستردام، مطار آستانا الدولي، مطار أثينا الدولي، مطار هارتسفيلد جاكسون، مطار أوستن برغستروم الدولي، مطار البحرين الدولي، مطار حيدر علييف الدولي، مطار كيمبيغودا الدولي، مطار سوفارنابومي الدولي، مطار برشلونة الدولي، مطار باري كارل فويتيالا ‏، مطار بازل - ميلوز - فريبورغ الأوروبي، مطار بكين العاصمة الدولي، مطار بيروت رفيق الحريري الدولي، مطار مدينة جورج بست بلفاست، مطار نيكولا تسلا في بلغراد، Bergen، مطار برلين براندنبرغ، مطار بلباو، Billund، مطار برمينغهام، مطار إلدورادو الدولي، مطار بولونيا، مطار بوردو ميرينياك، مطار لوجان الدولي، مطار بريمن، مطار بريستول، مطار بروكسل الدولي، مطار هنري كواندا الدولي، مطار بودابست فرانز ليست الدولي، مطار الوزير بيستارينيي الدولي، مطار القاهرة الدولي، Cancún، مطار كيب تاون، مطار محمد الخامس الدولي، مطار كاتانيا-فونتاناروسا، مطار تشيناي الدولي، مطار أوهير الدولي، مطار كيشيناو الدولي، مطار كلوج نابوكا الدولي، مطار كوبنهاغن، مطار دالاس فورت ورث الدولي، مطار الملك فهد الدولي، مطار انديرا غاندي الدولي، مطار دنفر الدولي، مطار ديترويت، Dresden، مطار دبي الدولي، مطار دبلن الدولي، مطار دوسلدورف الدولي، مطار إدنبرة، مطار أربيل الدولي، مطار فارو، Friedrichshafen، مطار كريستيانو رونالدو، مطار غدانسك ليخ فاونسا، مطار جنيف الدولي، مطار غلاسكو الدولي، Gothenburg، مطار غراتس، مطار هامبورغ، مطار هانوفر لانغنهاغن، مطار هلسنكي فانتا، مطار هونغ كونغ الدولي، مطار جورج بوش الدولي، مطار راجيف غاندي الدولي (تستأنف 16 يناير 2024)، مطار إسطنبول الدولي، مطار أوليفر ريجنالد تامبو، مطار كاتوفيتشي، مطار كراكوف، مطار الكويت الدولي، مطار بوريسبيل الدولي (معلقة)، مطار مورتالا محمد الدولي، مطار لارنكا الدولي، مطار لايبزيغ هاله، مطار لشبونة، مطار ليفربول، مطار ليوبليانا الدولي، مطار لندن سيتي، مطار غاتويك، مطار لندن هيثرو، مطار لوس أنجلوس الدولي، مطار كواترو دي فيفيريرو، مطار لوكسمبورغ، مطار لفيف الدولي، مطار ليون سانت إكسوبيري، مطار مدريد باراخاس الدولي، مطار مالابو، مطار مالقة الدولي، مطار فيلانا الدولي، مطار مالطا الدولي، مطار مانشستر، مطار مارسيليا، مطار بينيتو خواريز الدولي، مطار ميامي الدولي، مطار ليناتي، مطار مالبينسا، مطار موي الدولي، مطار دوموديدوفو الدولي (معلقة)، مطار تشاتراباتي شيفاجي الدولي، مطار ميونخ الدولي، Münster/Osnabrück، مطار مسقط الدولي، مطار جومو كينياتا الدولي، مطار نانت، مطار نابولي، مطار نيوآرك ليبرتي الدولي، مطار نيوكاسل، مطار جون إف كينيدي الدولي، مطار نيس كوت دازور، مطار نورمبرغ، مطار أورلاندو الدولي (تستأنف 29 أكتوبر 2023)، مطار أوسلو-غاردرموين، مطار باليرمو الدولي، مطار ميورقة، Pamplona، مطار باريس شارل ديغول، مطار فيلادلفيا الدولي، مطار بورت هاركورت الدولي، مطار بورتو الدولي، Poznań، مطار فاكلاف هافيل الدولي، مطار رين بروتون، مطار كيفلافيك الدولي، مطار ريغا الدولي، مطار الملك خالد الدولي، مطار ليوناردو دا فينشي، Rzeszów، مطار بولكوفو (معلقة)، مطار سالزبورغ، مطار سان فرانسيسكو الدولي، مطار خوان سانتاماريا الدولي، مطار غواروليوس الدولي، مطار سراييفو الدولي، مطار سياتل تاكوما الدولي، مطار إنتشون الدولي، مطار إشبيلية، مطار شانغهاي بودنغ الدولي، مطار شنيانغ الدولي، مطار شانغي سنغافورة، مطار سكوبية الدولي، مطار صوفيا، مطار سانت لويس الدولي، مطار ستافانغر الدولي، مطار ستوكهولم أرلاندا، مطار ستراسبورغ، مطار شتوتغارت الدولي، Sylt، مطار تالين، مطار الإمام الخميني الدولي، مطار بن غوريون الدولي، Thessaloniki، مطار ترايان فويا الدولي، مطار تيرانا الدولي، مطار طوكيو هانيدا الدولي، مطار تورونتو بيرسون الدولي، مطار تولوز بلانياك، Trieste، مطار تونس قرطاج الدولي، مطار تورينو، مطار بلنسية، مطار فانكوفر الدولي، مطار البندقية ماركو بولو، مطار فيينا الدولي، مطار فيلنيوس، مطار وارسو فريدريك شوبان، مطار واشنطن دولس الدولي، مطار فروتسواف، مطار يريفان الدولي، مطار زغرب، مطار عبيد أماني كرومي الدولي، مطار زيورخ الدولي موسمي: Asturias، مطار بوريتا، Biarritz، Cagliari، مطار خانية الدولي ‏، Cork، مطار دوبروفنيك، Heraklion، Heringsdorf، مطار إيبيزا، Ivalo، Kos، Kuusamo، Menorca، مطار مونتريال الدولي، مطار ميكونوس، Olbia، Paphos، Ponta Delgada، Pula، مطار رييكا، Rhodes، Santiago de Compostela ‏، مطار سانتوريني (ثيرا) الوطني، مطار سبليت، Tivat، Tromsø، مطار زادار |
| Marabu                            | موسمي: Heraklion |
| الخطوط الجوية المنغولية           | مطار جنكيز خان الدولي الجديد |
| طيران الشرق الأوسط                | مطار بيروت رفيق الحريري الدولي |
| الطيران الجديد تونس               | موسمي: مطار جربة جرجيس الدولي، مطار الحبيب بورقيبة الدولي |
| الطيران العماني                   | مطار مسقط الدولي |
| خطوط بيغاسوس                      | مطار إيسنبوغا الدولي، مطار أنطاليا، مطار صبيحة كوكجن الدولي موسمي: مطار عدنان مندريس |
| الخطوط الجوية القطرية             | مطار حمد الدولي |
| الخطوط الملكية المغربية           | مطار محمد الخامس الدولي، مطار الناظور العروي |
| الملكية الأردنية                  | مطار الملكة علياء الدولي |
| الخطوط السعودية                   | مطار الملك عبد العزيز الدولي، مطار الملك خالد الدولي |
| الخطوط الجوية الإسكندنافية        | مطار كوبنهاغن، مطار أوسلو-غاردرموين، مطار ستوكهولم أرلاندا |
| الخطوط الجوية السنغافورية         | مطار جون إف كينيدي الدولي، مطار شانغي سنغافورة |
| الخطوط الجوية السريلانكية         | مطار باندارنيك الدولي |
| صن إكسبريس                        | مطار أضنة شاكرباشا، مطار إيسنبوغا الدولي، مطار أنطاليا، مطار دالامان، مطار غازي باشا، مطار عدنان مندريس موسمي: مطار ديار بكر، Malatya، مطار أردو غيرسون، Samsun |
| الخطوط الجوية الدولية السويسرية   | مطار جنيف الدولي، مطار زيورخ الدولي |
| تاب برتغال                        | مطار لشبونة |
| تاروم                             | مطار هنري كواندا الدولي |
| الخطوط الجوية الدولية التايلاندية | مطار سوفارنابومي الدولي |
| توي للطيران                       | موسمي: مطار غاتويك، مطار مانشستر (تبدأن في 22 ديسمبر 2023) |
| توي فلاي ألمانيا                  | Boa Vista ‏، Fuerteventura، مطار غران كناريا، مطار الغردقة الدولي، مطار لانزاروت، مطار مرسى علم الدولي، Sal، مطار تينيريفي الجنوبي موسمي: Corfu، مطار دالامان، مطار فارو، مطار كريستيانو رونالدو، Heraklion، مطار خيريز، Kos، مطار لارنكا الدولي، Menorca، مطار ميورقة، Patras، Rhodes |
| الخطوط التونسية                   | مطار جربة جرجيس الدولي، مطار الحبيب بورقيبة الدولي، مطار تونس قرطاج الدولي |
| الخطوط الجوية التركية             | مطار إسطنبول الدولي موسمي: مطار أضنة شاكرباشا، مطار إيسنبوغا الدولي، مطار أنطاليا، Elazığ، مطار غازي عنتاب الدولي، مطار هاتاي، مطار عدنان مندريس، Kayseri، مطار أردو غيرسون |
| طيران تركمانستان                  | مطار عشق آباد الدولي |
| الخطوط الجوية الدولية الأوكرانية  | مطار بوريسبيل الدولي (معلقة) |
| الخطوط الجوية المتحدة             | مطار أوهير الدولي، مطار دنفر الدولي، مطار جورج بوش الدولي، مطار نيوآرك ليبرتي الدولي، مطار سان فرانسيسكو الدولي، مطار واشنطن دولس الدولي |
| الخطوط الجوية الأوزبكستانية       | مطار طشقند الدولي |
| الخطوط الجوية الفيتنامية          | مطار نوي باي الدولي، مطار تان سون نهات الدولي |
| فيستارا                           | مطار انديرا غاندي الدولي |

### الشحن
| شركـات طيـران               | الوجهات |
| --------------------------- | --- |
| Aerologic                   | مطار البحرين الدولي، مطار شانغي سنغافورة |
| Air Canada Cargo            | مطار تورونتو بيرسون الدولي |
| طيران الصين للشحن الجوي     | مطار بكين العاصمة الدولي، مطار أوهير الدولي، مطار شانغهاي بودنغ الدولي |
| AirBridgeCargo              | مطار أوهير الدولي، مطار يميلانو الدولي، مطار مالبينسا |
| خطوط كل اليابان الجوية      | مطار ناريتا الدولي |
| خطوط آسيانا الجوية          | مطار ألماتي الدولي، مطار لندن ستانستد، مطار إنتشون الدولي |
| كاثي باسيفيك                | مطار هونغ كونغ الدولي |
| الخطوط الجوية الصينية       | مطار تايوان تاويوان الدولي |
| الخطوط الجوية الصينية للشحن | مطار شانغهاي بودنغ الدولي |
| خطوط جنوب الصين الجوية      | مطار قوانغتشو باييون الدولي |
| Eleron Airlines             | مطار لفيف الدولي (معلقة) |
| الإمارات للشحن الجوي        | مطار آل مكتوم الدولي، مطار دبي الدولي، مطار ماستريخت آخن، مطار بينيتو خواريز الدولي |
| الاتحاد للطيران             | مطار أبو ظبي الدولي |
| فيديكس إكسبرس               | مطار ممفيس الدولي، مطار باريس شارل ديغول |
| كوريا للطيران               | مطار إنتشون الدولي، مطار بن غوريون الدولي، مطار فيينا الدولي |
| LATAM Cargo Brasil          | مطار غواروليوس الدولي |
| لاتام للشحن تشيلي ‏          | Campinas–Viracopos |
| لوفتهانزا للشحن             | Aguadilla، مطار ألماتي الدولي، مطار سخيبول أمستردام، مطار هارتسفيلد جاكسون، مطار البحرين الدولي، مطار كيمبيغودا الدولي، مطار سوفارنابومي الدولي، مطار بكين العاصمة الدولي، مطار برمينغهام، مطار إلدورادو الدولي، مطار لوجان الدولي، مطار الوزير بيستارينيي الدولي، مطار القاهرة الدولي، Campinas، مطار تشيناي الدولي، مطار أوهير الدولي، مطار تشونغتشينغ جيانغبى الدولي، مطار كولونيا بون الدولي، Curitiba، مطار ليوبولد سيدار سنغور الدولي، مطار دالاس فورت ورث الدولي، مطار انديرا غاندي الدولي، مطار شاه جلال الدولي، مطار دبلن الدولي، مطار قوانغتشو باييون الدولي، مطار هونغ كونغ الدولي، مطار جورج بوش الدولي، مطار راجيف غاندي الدولي، مطار إسطنبول الدولي، مطار سوكارنو هاتا الدولي، مطار الملك عبد العزيز الدولي، مطار أوليفر ريجنالد تامبو، مطار كاتوفيتشي، مطار كاوناس، مطار لندن هيثرو، مطار لوس أنجلوس الدولي، Manaus، مطار بينيتو خواريز الدولي، مطار ميامي الدولي، مطار شيريميتييفو الدولي، مطار تشاتراباتي شيفاجي الدولي، مطار جومو كينياتا الدولي، مطار جون إف كينيدي الدولي، مطار نوفوسيبيرسك، مطار كانساي الدولي، مطار ماريسكال سوكري الدولي، مطار ريو دي جانيرو الدولي، مطار الملك خالد الدولي، مطار إنتشون الدولي، مطار شانغهاي بودنغ الدولي، Shannon، مطار الشارقة الدولي، مطار شنيانغ الدولي، مطار شينزين باوان الدولي، مطار الإمام الخميني الدولي، مطار بن غوريون الدولي، مطار ناريتا الدولي، مطار تورونتو بيرسون الدولي |
| الخطوط الجوية القطرية       | مطار الدوحة الدولي |
| الخطوط الملكية المغربية     | مطار محمد الخامس الدولي |
| الخطوط السعودية للشحن       | مطار الملك فهد الدولي، مطار الملك خالد الدولي |
| خطوط أس أف الجوية           | مطار ووهان الدولي |
| الخطوط الجوية التركية       | مطار إسطنبول الدولي |
| طيران تركمانستان            | مطار عشق آباد الدولي |

## الإحصائيات
شاهد source Wikidata query and sources.
| السنة | الركاب     | % التغير |
| ----- | ---------- | -------- |
| 2000  | 49,360,620 |          |
| 2001  | 48,559,980 | ▼ -1.6%  |
| 2002  | 48,450,356 | ▼ -0.2%  |
| 2003  | 48,351,664 | ▼ -0.2%  |
| 2004  | 51,098,271 | ▲ 5.6%   |
| 2005  | 52,219,412 | ▲ 2.2%   |
| 2006  | 52,810,683 | ▲ 1.1%   |
| 2007  | 54,161,856 | ▲ 2.5%   |
| 2008  | 53,467,450 | ▼ -1.3%  |
| 2009  | 50,932,840 | ▼ -4.3%  |
| 2010  | 53,009,221 | ▲ 4%     |
| 2011  | 56,436,255 | ▲ 6.4%   |
| 2012  | 57,520,001 | ▲ 2%     |
| 2013  | 58,036,948 | ▲ 1%     |
| 2014  | 59,570,000 | ▲ 2.6%   |
| 2015  | 61,032,022 | ▲ 2.4%   |
| 2016  | 60,792,308 | ▼ -0.4%  |
| 2017  | 64,500,386 | ▲ 6.1%   |
| 2018  | 69,514,414 | ▲ 7.8%   |
| 2019  | 70,560,987 | ▲ 1.5%   |
| 2020  | 18,768,601 | ▼ -73.4% |
| 2021  | 24,814,921 | ▲ 32.2%  |
| 2022  | 48,923,474 | ▲ 97.2%  |